# Somers (Montana)
Somers es un lugar designado por el censo ubicado en el condado de Flathead en el estado estadounidense de Montana. En el Censo de 2010 tenía una población de 1109 habitantes y una densidad poblacional de 142,44 personas por km².

## Geografía
Somers se encuentra ubicado en las coordenadas 48°4′57″N 114°13′55″O / 48.08250, -114.23194. Según la Oficina del Censo de los Estados Unidos, Somers tiene una superficie total de 7.79 km², de la cual 7.64 km² corresponden a tierra firme y (1.86%) 0.15 km² es agua.

## Demografía
Según el censo de 2010, había 1109 personas residiendo en Somers. La densidad de población era de 142,44 hab./km². De los 1109 habitantes, Somers estaba compuesto por el 95.58% blancos, el 0.45% eran afroamericanos, el 0.27% eran amerindios, el 0.72% eran asiáticos, el 0.27% eran isleños del Pacífico, el 0.63% eran de otras razas y el 2.07% pertenecían a dos o más razas. Del total de la población el 4.24% eran hispanos o latinos de cualquier raza.